# Планк, Терри
Терри Планк (Terry Ann Plank; род. 18 октября 1963, Уилмингтон, Делавэр) — американский вулканолог, геохимик, занимается вопросами происхождения магмы и взрывного вулканизма.
Доктор философии (1993), профессор Колумбийского университета (с 2008), член НАН США (2013) и Американской академии искусств и наук (2016). Лауреат стипендии Мак-Артура (2012), отмечена Houtermans Award и GSA Donath Medal (обеими — в 1998), а также высшим отличием Геологического общества Лондона — медалью Волластона (2018).
"Every rock has a story to tell".

## Биография
Родилась в семье химиков.
Уже в детстве решила стать геологом.
В юные годы стала самым молодым членом Делавэрского минералогического общества.
Окончила Дартмутский колледж как бакалавр в области наук о Земле summa cum laude, училась там в 1981—1985 годах, в 1984 году принималась в Phi Beta Kappa, удостоится почётной докторской степени альма-матер в 2015 году. В 1993 году получила степень доктора философии по геонаукам с отличием в Lamont–Doherty Earth Observatory Колумбийского университета, где занималась для этого в 1985—1992 годах, под началом Charles H. Langmuir. В 1993—1995 годах фелло-постдок в Корнелле. В 1995—1999 годах ассистент-профессор Канзасского университета. С 1999 года ассоциированный профессор, в 2005—2007 годах полный профессор Бостонского университета. С 2008 года профессор Колумбийского университета, с 2013 года именной (Arthur D. Storke Memorial Professor). Являлась приглашённым профессором в Университете Райса, а также во Франции и Великобритании.
Состояла в редколлегиях Geology и Earth & Planetary Science Letters.
Фелло Геологического общества Америки (1998), Американского геофизического союза (2008), Минералогического общества Америки (2009), Геохимического общества (2011).
Есть сын.